# DFDS Seaways
DFDS Seaways (Det Forenede Dampskibs-Selskab) est une compagnie maritime danoise opérant à la fois dans le transport de fret et dans le transport de passagers. 

## Histoire
À la suite de l'acquisition de Norfolkline en 2010, DFDS a regroupé ses autres divisions, DFDS Tor Line et DFDS Lisco, au sein de DFDS Seaways, auparavant consacrée au seul trafic passager.
En avril 2018, DFDS annonce l'acquisition de U.N. Ro-Ro, une entreprise de transport maritime turc, pour 950 millions d'euros.
En Septembre 2023, DFDS annonce l'acquisition de FRS Iberia/Maroc, filiale de FRS assurant  les liaisons maritimes entre le Maroc et l'Espagne dans le détroit de Gibraltar pour 200 millions d'euros.

## Routes maritimes
DFDS Seaways assure plus de 23 routes maritimes en mer du Nord, en mer baltique et en mer méditarranée.

### Transport de passagers et de marchandises
- Algésiras-Tanger Med
- Algésiras - Ceuta
- Copenhague–Oslo
- Douvres–Dunkerque
- Douvres–Calais
- Klaipėda–Kiel
- Klaipėda–Karlshamn
- Newcastle–IJmuiden
- Newhaven–Dieppe
- Paldiski–Kapellskär
- Rosslare–Dunkerque
- Tarifa-Tanger Ville

### Transport de marchandises
- Brevik–Gand
- Brevik–Immingham
- Cuxhaven–Immingham
- Esbjerg–Immingham
- Göteborg–Gand
- Göteborg–Immingham
- Göteborg–Tilbury
- Klaipėda–Copenhague–Fredericia
- Paldiski–Kapellskär
- Rosyth – Zeebruges
- Saint-Pétersbourg–Oust-Louga–Kiel
- Flardingue–Felixstowe
- Flardingue–Immingham
- Marseille–Tunis
- Sète-Istanbul
- Le kerry vient de la compagnie Brittany Ferries. Il a été loué puis racheté par DFDS.

## Navires
| Nom du navire            | Route                               | Construction |
| ------------------------ | ----------------------------------- | ------------ |
| Ceuta Jet                | Algésiras-Ceuta Tarifa-Tanger Ville | 1998         |
| Levante Jet              | Algésiras-Ceuta                     | 2015         |
| Kattegat (Maroc Express) | Algésiras-Tanger Med                | 1996         |
| Patria Seaways           | Algésiras-Tanger Med                | 1992         |
| Tanger Express           | Algésiras-Tanger Med                | 1996         |
| Côte des Flandres        | Calais-Douvres                      | 2001         |
| Côte des Dunes           | Calais-Douvres                      | 2001         |
| Côte d'Opale             | Calais-Douvres                      | 2021         |
| Dover Seaways            | Dunkerque-Douvres                   | 2003         |
| Dunkerque Seaways        | Dunkerque-Douvres                   | 2003         |
| Delft Seaways            | Dunkerque-Douvres                   | 2003         |
| Optima Seaways           | Dunkerque-Rosslare                  | 1999         |
| Kerry                    | Dunkerque-Rosslare                  | 2001         |
| Visby                    | Dunkerque-Rosslare                  | 2003         |
| Côte d'Albâtre           | Dieppe-Newhaven                     | 2005         |
| Seven Sisters (ferry)    | Dieppe-Newhaven                     | 2006         |

Tableau regroupant les navires trans-manche et ceux du détroit de Gibraltar de DFDS.

## Galerie

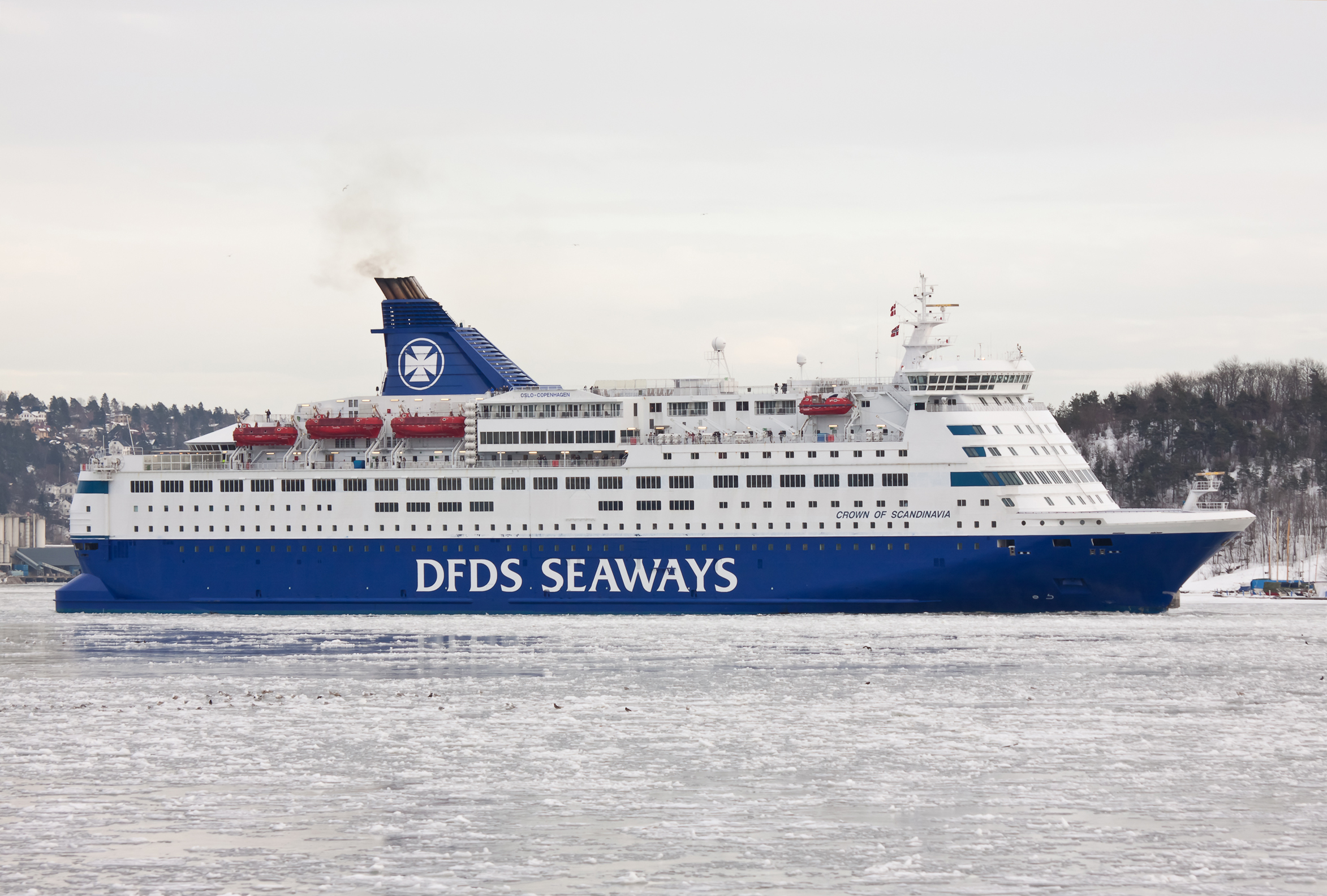
Le Crown of Scandinavia quittant Oslo.
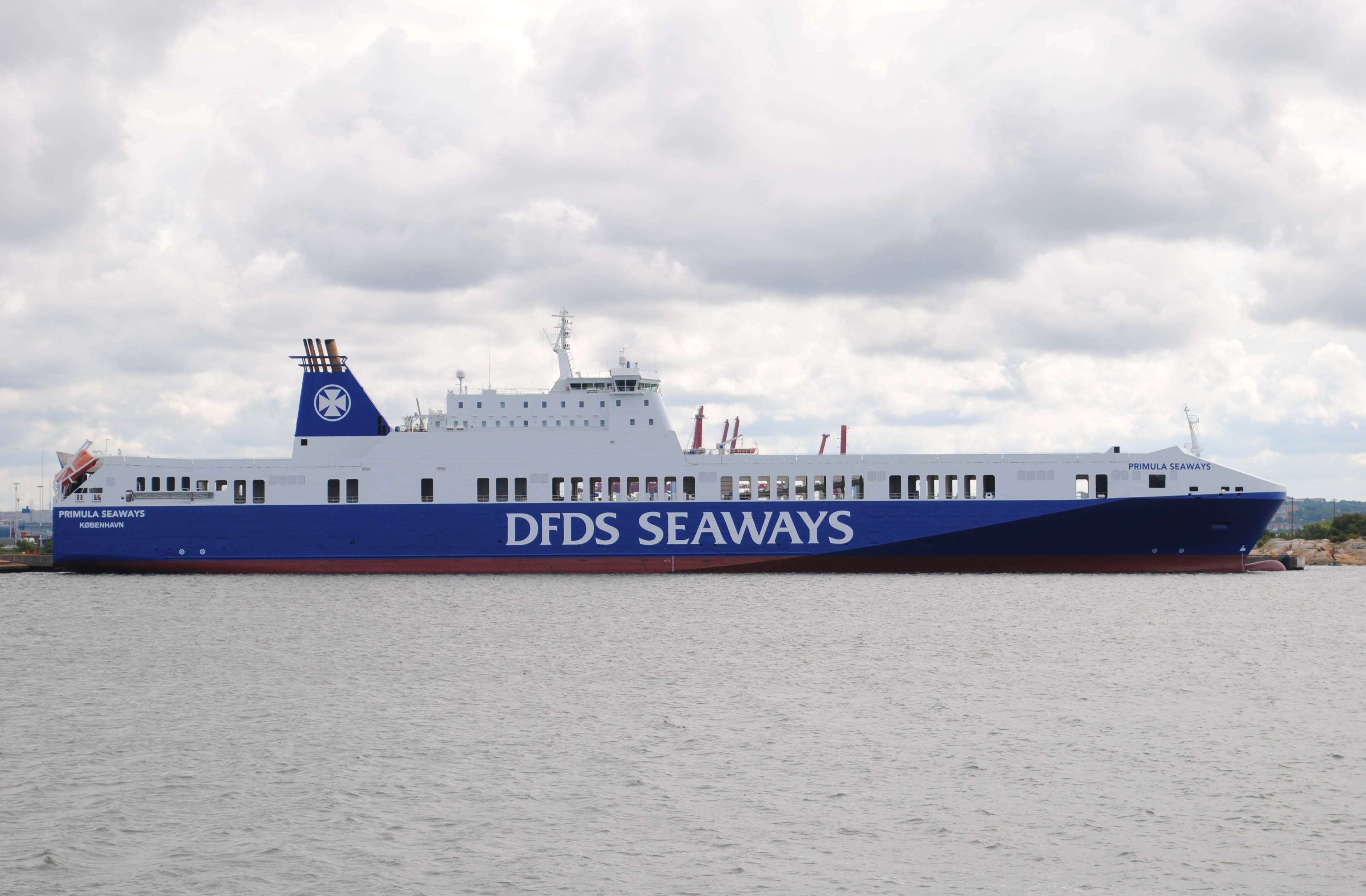
Le Primula Seaways à Göteborg.
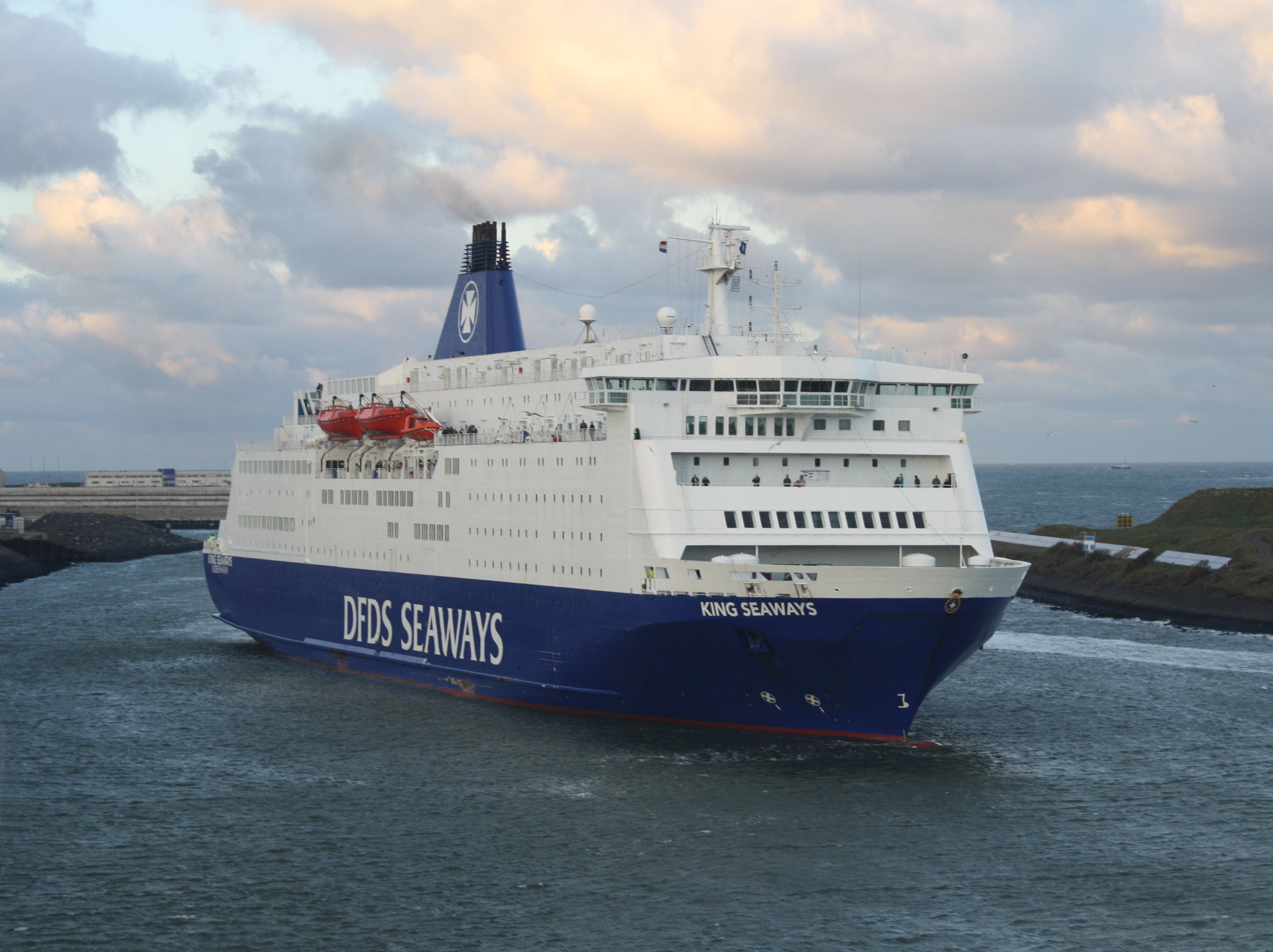
Le King Seaways à IJmuiden.
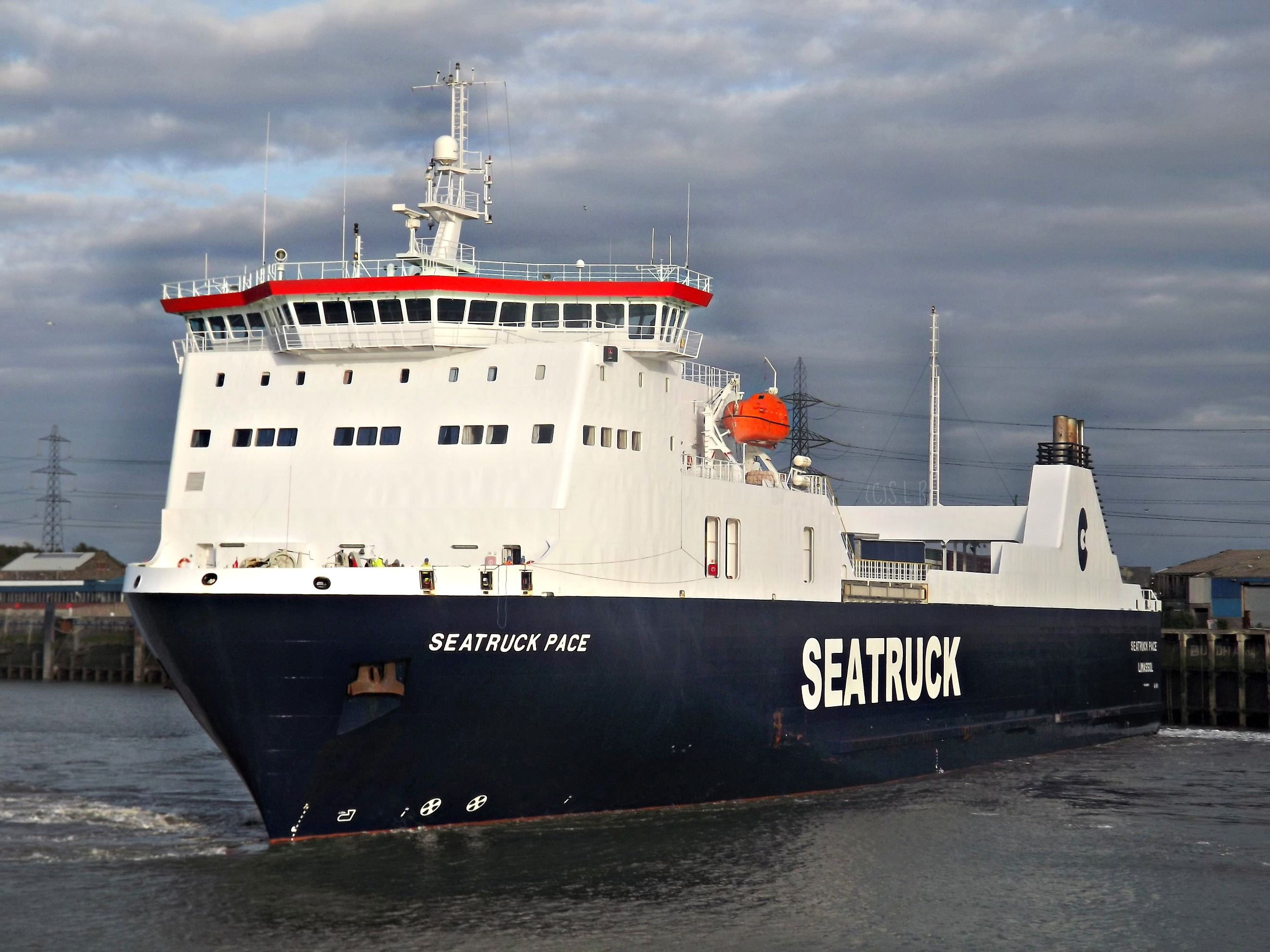
Le Seatruck Pace actuellement géré en charter par DFDS sur la ligne Rosyth-Zeebruges.
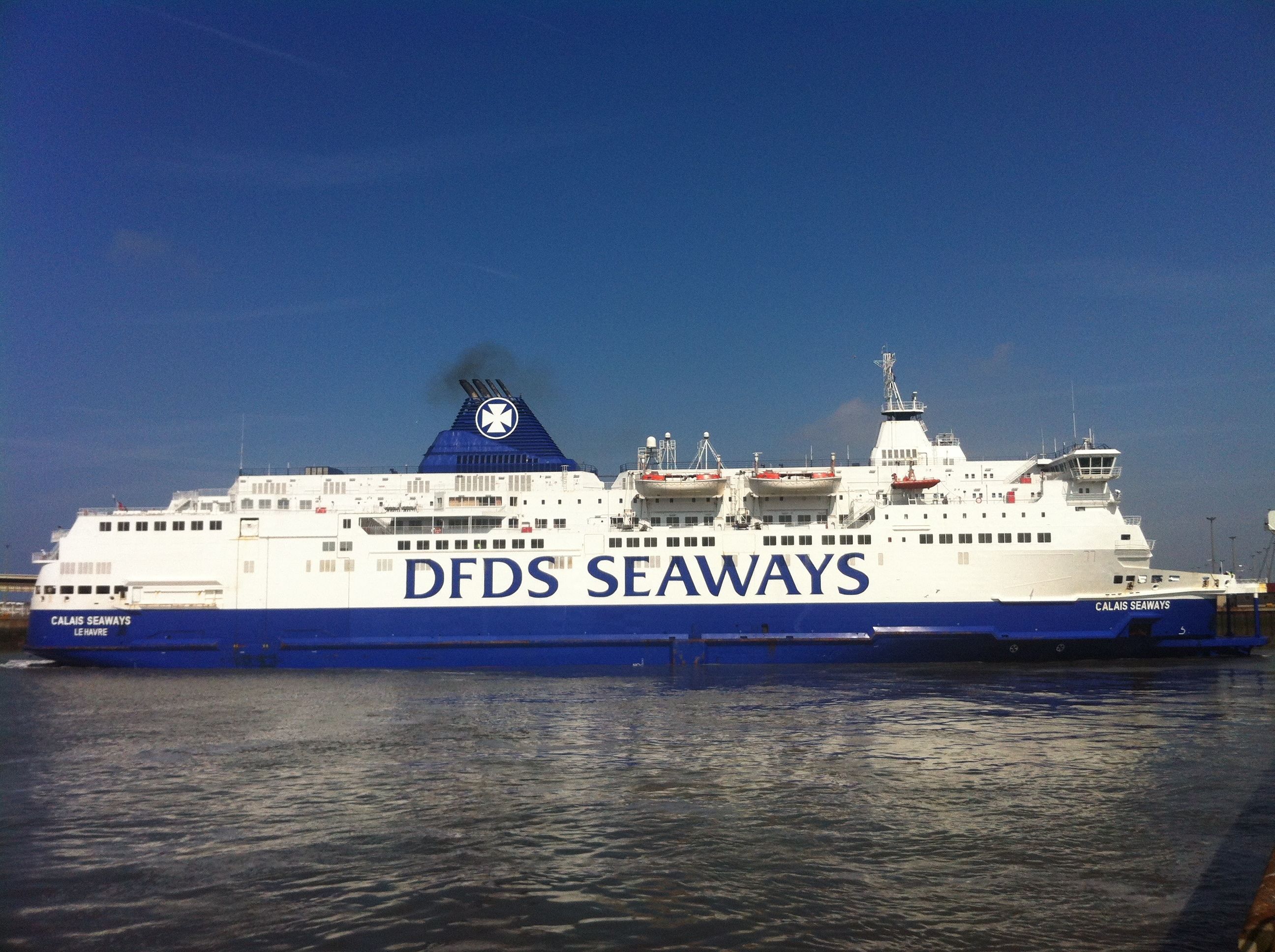
Le Calais Seaways, ex Norman Spirit, quittant le Poste 8 du port de Calais.
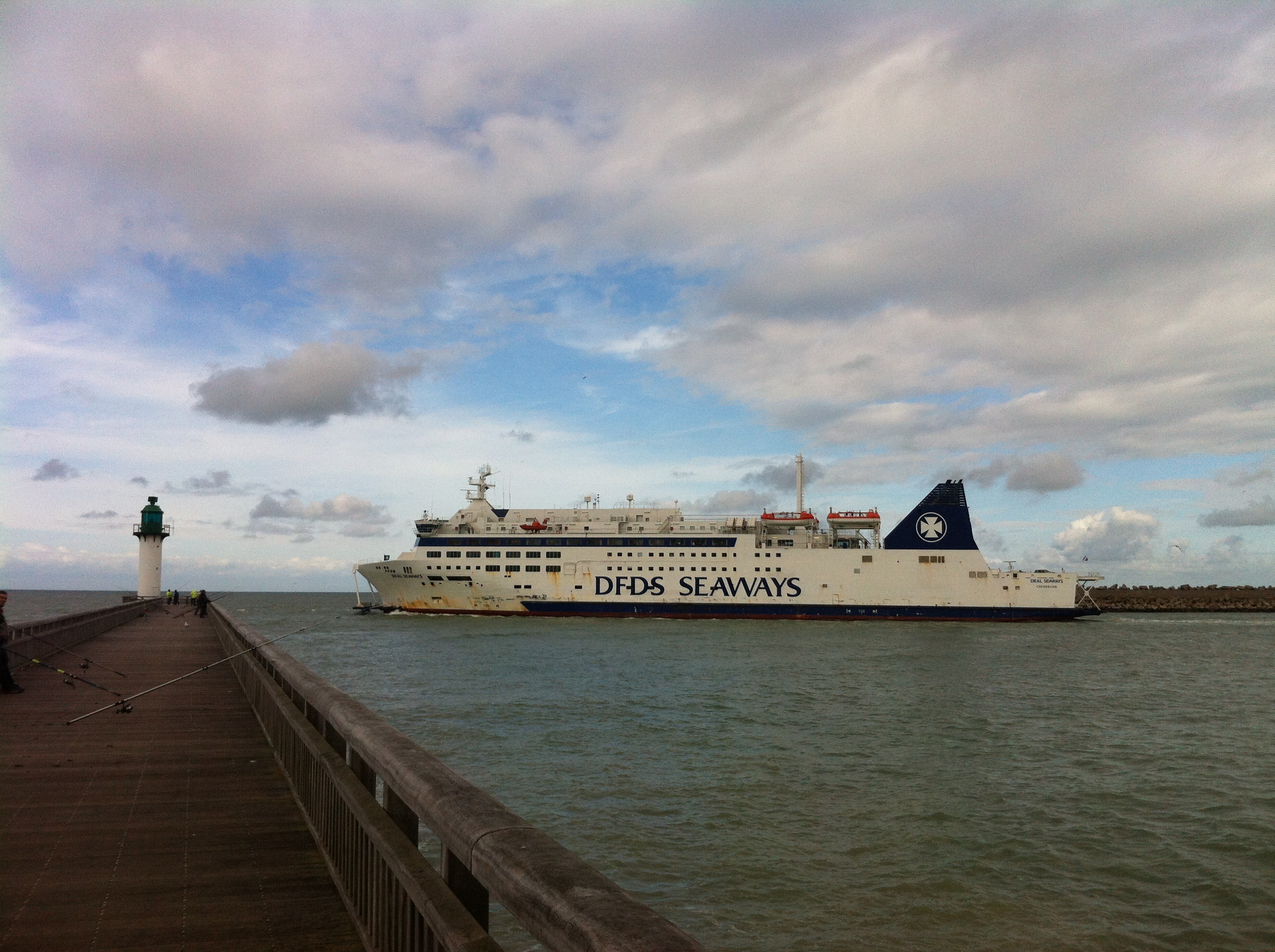
Le Deal Seaways, ex Barfleur, passant les jetées du port de Calais.